# カネロス・カネロプーロス
カネロス・カネロプーロス （Κανέλλος Κανελλόπουλος：Kanellos Kanellopoulos）はギリシャの自転車レースのチャンピオン。2021年現在、人力飛行機のFAI（国際航空連盟）公認距離記録をもつパイロット（かつエンジン）である。
1984年にロサンゼルスオリンピックの自転車競技・個人ロードレースに出場。

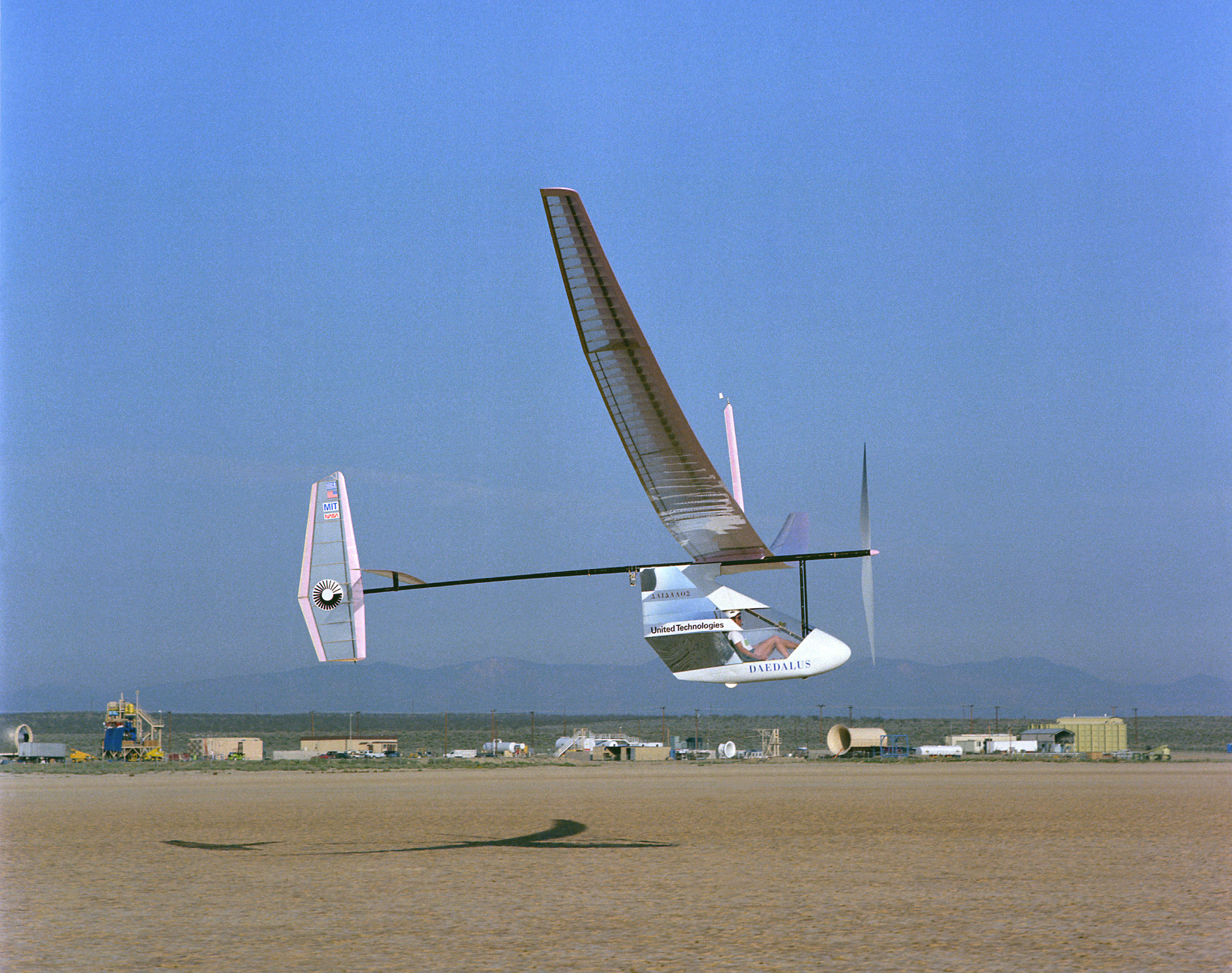
Daedalus

1988年4月24日にエーゲ海でマサチューセッツ工科大学チームの人力飛行機 ダイダロス'88号に搭乗して、滞空時間3時間54分59秒、飛行距離115.58 kmの記録を樹立した。
1988年にその年度に業績のあった航空パイロットに贈られる「ハーモン・トロフィー」を受賞した。